# 全国橄榄球联盟选秀
全国橄榄球联盟选秀（英語：NFL draft）是全国橄榄球联盟（NFL）一年一度的选秀活动，各球队按照赛季成绩从差到好来分配选秀顺位，上赛季成绩最差的球队获得状元签。目前的选秀大会为期3天，共有7轮。自1980年起选秀大会通过电视转播，在美国有很高的收视率。

## 形式
目前的选秀大会共有7轮，每轮各队都分配一个选秀权，按上赛季成绩由差到好排序。当两队胜负成绩相同时，使用赛程强度等额外的规则来确定先后。
一些球队还有机会在第3-7轮获得“补偿选秀权”，以补偿自由球员离队后的空缺。NFL有特定的公式计算某个球员的“补偿性自由球员”（Compensatory free agent，CFA）价值。通过合计离队和补入的自由球员，来得出一队的CFA的净值，据此给球队分配1至4个补偿性选秀权。
此外，NFL具有平权性质的鲁尼规则在2020年拓展了JC-2A决议，给予为教练/管理岗位培养少数族裔候选人的球队奖励性的选秀权。
| 上赛季成绩   | 选秀顺位 |
| ------------ | -------- |
| 未进季后赛   | 1–18     |
| 外卡赛出局   | 19–24    |
| 分区赛出局   | 25–28    |
| 联会决赛出局 | 29–30    |
| 超级碗负     | 31       |
| 超级碗冠军   | 32       |

## 历史

### 初创
1936年，首届选秀在费城丽思卡尔顿酒店举行，当时候选名单仅有90名球员，状元秀为芝加哥大学的杰伊·贝尔万格，但杰伊·贝尔万格并未签约，而是去当了推销员。首届选秀最后只有24名球员签约，而大部分球员则选择从事更稳定的职业。

### 考察体系建立
球队一开始都只是在报纸杂志上搜集球员信息。随着联盟的发展，各球队开始建立自己的球探团队，亲临球场考察球员，并以专业的数据评估球员能力。1960年代，多个球队为了节省成本，开始联合建立球探团队。这些球探团队之后又开设了考察营，邀请学生进行集中测试。1985年，三家考察营合并为NFL综合考察营，进行系统化的标准评估。自1987年起，NFL综合考察营一直在印第安纳波利斯举办。

### 转播时代

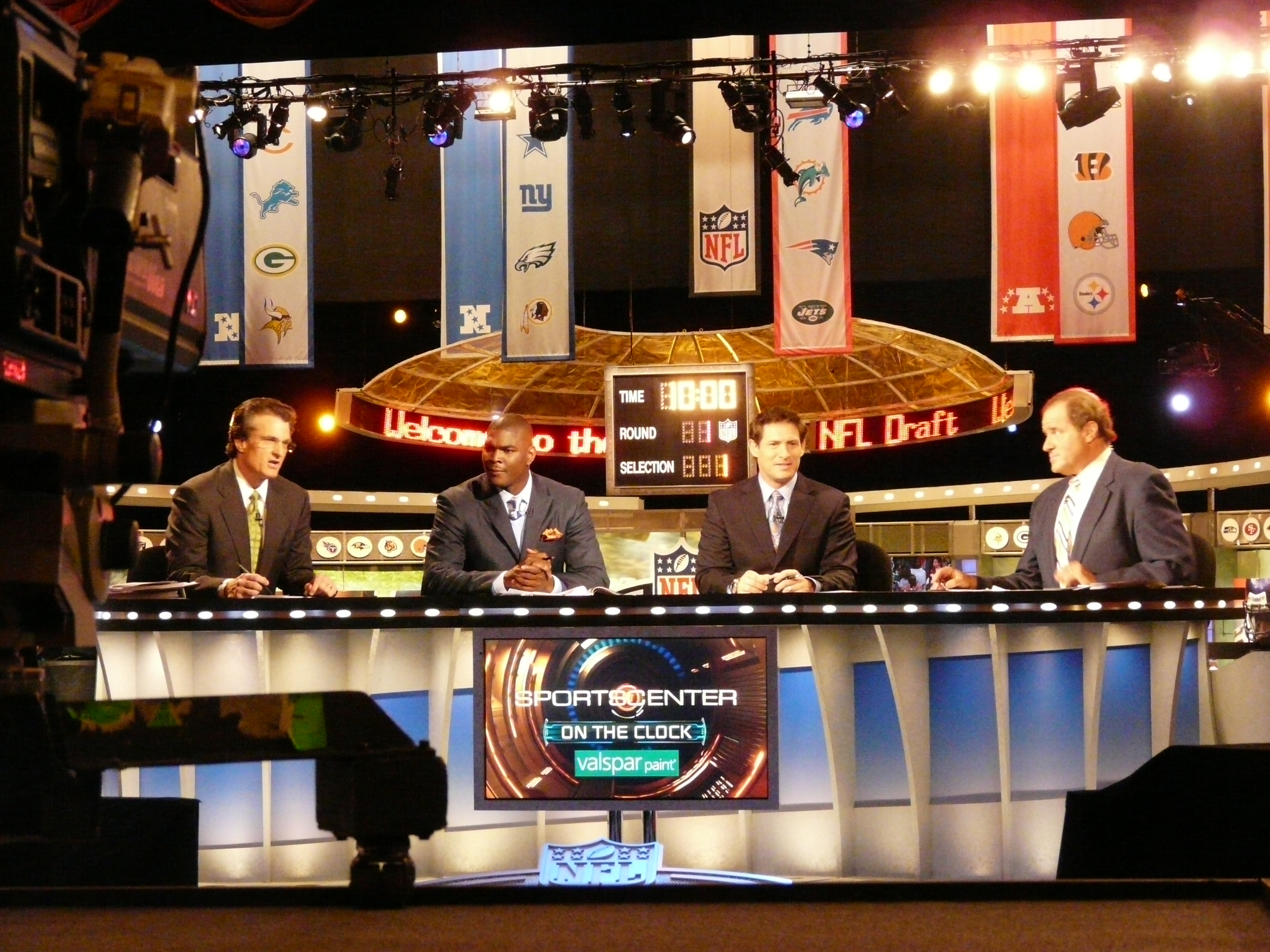
2009年ESPN转播间

1980年，刚刚成立、仅有400万户观众的ESPN提议转播选秀。NFL运营官皮特·罗泽尔不管球队老板反对，批准了转播，选秀在纽约喜来登酒店进行。之后，转播的整体制作逐年提高，观众也越来越多。1988年，NFL将选秀从周二、周三改到周日、周一进行，由于首日可以在周日观看，选秀大会的收视率飙升。《纽约时报》于1991年称ESPN节目是“选秀报道（Draftnik）的涅槃”。到1993年，ESPN已经完整地转播整个选秀大会。之后在1995年又改到周六、周日举行。
步入2000年代，选秀大会的收视人数从2001年的2350万增长到2009年的3900万。2010年，NFL选秀大会从2天改成3天的形式，在周四、周五、周六举行。
2015年起，选秀大会不再固定在纽约举行，而是由各城市竞标主办权。2020年代，NFL选秀大会的关注度继续保持高位，2021年首日选秀的收视人数比当年奥斯卡和前一年NBA总决赛的任何一场都要高。